# Nabisco
 (mai 2014).
Si vous disposez d'ouvrages ou d'articles de référence ou si vous connaissez des sites web de qualité traitant du thème abordé ici, merci de compléter l'article en donnant les références utiles à sa vérifiabilité et en les liant à la section « Notes et références ».
Nabisco est une entreprise agroalimentaire américaine spécialisée dans l'élaboration de biscuits à base de chocolat, chocolats et autres types de friandises. Elle appartient au groupe Mondelez International, qui commercialise sous ce nom diverses gammes de biscuits dans de nombreux pays. 
Les marques de Nabisco n'ont jamais été vendues en France, excepté Oreo, commercialisé par Kraft depuis 2010. Toutefois, Nabisco fut présent en France indirectement de 1963 à 1989, conséquence de l'acquisition de la biscuiterie Belin.

## Historique
- 1898 : Création de la société "National Biscuit Company", Nabisco, par la fusion de fabriques de crackers de Pennsylvanie et du Midwest.

- 1912 : lancement du biscuit Oreo

- 1961 : Rachat de la société de biscuiterie française Gondolo. À ce moment Nabisco possède soixante usines dans le monde et fait un chiffre d'affaires de deux milliards deux cent vingt cinq millions de nouveaux francs et emploie plus de trente mille personnes.

- 1963 : Acquisition de la société de biscuiterie française Belin[1]

- 1985 : Nabisco fusionne avec R. J. Reynolds Industries et devient RJR Nabisco en 1986.

- 1988 : RJR Nabisco est racheté par le fonds d'investissements KKR au terme d'une intense bataille financière entre plusieurs groupes désireux d'en prendre le contrôle. Ce fameux épisode boursier donnera d'ailleurs lieu à un livre à succès (Barbarians At The Gate: The Fall of RJR Nabisco) et à une adaptation cinématographique pour le compte de la chaine à péage américaine HBO ("Barbarians At The Gate").

- 1989 : Vente des filiales européennes de sa branche biscuits (Belin en France, Jacob’s en Grande-Bretagne et Saiwa en Italie) au groupe agroalimentaire BSN, futur Danone.

- 1999 : La société R.J. Reynolds, intégrée au sein de RJR Nabisco, sort du groupe après un processus de scission ("spin-off"). Une fois séparée de tous ses liens avec le cigarettier, RJR Nabisco se renomma Nabisco Group Holdings et concentra le reste de ses activités sur le secteur agro-alimentaire.

- 2000 : Philip Morris Companies prend le contrôle de Nabisco et le fusionne avec sa filiale alimentaire Kraft Foods.
- 2006 : Nabisco vend ses snacks pour animaux Milk-Bone à Del Monte Foods Co. pour 580 millions de dollars[2].
- 2007 : Kraft vend Cream of Wheat à B&G Foods[3]. Altria se sépare de Kraft Foods et de sa filiale Nabisco[4].

## Photographie

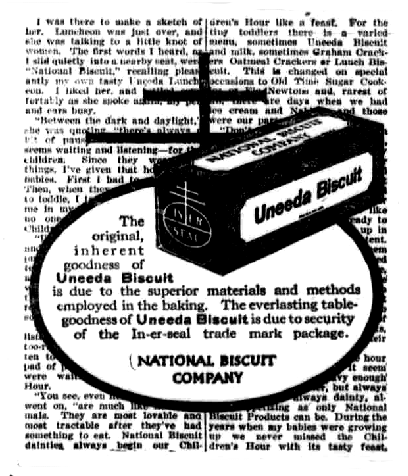
Publicité américaine pour les craquelins Uneeda de 1919, montrant la marque de commerce du Nabisco en forme d'antenne.